# Tvåtjärnarna (Tärna socken, Lappland)
Tvåtjärnarna är en sjö i Storumans kommun i Lappland och ingår i Umeälvens huvudavrinningsområde.